# Гасанова, Марьям Керим кызы
Марьям Керим кызы Гасанова (азерб. Məryəm Kərim qızı Həsənova; 1922, Гянджа — 1983) — советский азербайджанский виноградарь, Герой Социалистического Труда (1949).

## Биография
Родилась в 1922 году в городе Гянджа Гянджинского уезда Азербайджанской ССР (ныне город республиканского подчинения).
С 1941 года рабочая, звеньевая виноградарского совхоза имени Низами города Кировабад. В 1948 году получила урожай винограда 164,6 центнеров с гектара на площади 4,1 гектар поливных виноградников, в 1950 году Гасанова получила 164,8 центнеров с гектара на площади 3 гектара. Виноградарь достигала высоких урожаев, благодаря регулярному трехкратному искусственному опылению сорта Тавквери, ликвидации изреженности и применению двухъярусной формировки.
С 1968 года пенсионер союзного значения.
Указом Президиума Верховного Совета СССР от 5 октября 1949 года за получение высоких урожаев винограда на поливных виноградниках в 1949 году Гасановой Марьям Керим кызы присвоено звание Героя Социалистического Труда с вручением ордена Ленина и золотой медали «Серп и Молот».
Активно участвовала в общественной жизни Азербайджана. Член КПСС с 1951 года.